# Pergalumna semistriata
Pergalumna semistriata är en kvalsterart som beskrevs av Pérez-Íñigo jr. 1990. Pergalumna semistriata ingår i släktet Pergalumna och familjen Galumnidae.

## Underarter
Arten delas in i följande underarter:
- P. s. semistriata
- P. s. matritensis